# Illmitz
Illmitz (maďarsky Illmic) je rakouská obec ve spolkové zemi Burgenland v okrese Neusiedl am See, v tzv. Seewinkelu, na východním břehu Neziderského jezera a 23 km jihovýchodně od Eisenstadtu. V roce 2020 zde žilo okolo 2 400 obyvatel.

## Geografie
Obec Illmitz leží v nadmořské výšce 117 m, a je tak nejníže položenou obcí v Rakousku. V katastru sousední obce Apetlon je ještě místo, které je o 3 metry nižší. S rozlohou katastru 91,85 km² je Illmitz největší obcí v Burgenlandu. Na jihu sousedí s Maďarskem, na západě s Neziderským jezerem, na severu s obcí Podersdorf am See a na východě s Apetlonem. Rakouská oblast východně od jezera se nazývá Seewinkel. Východní část katastru je součástí Národního parku Neusiedlersee-Seewinkel a ten zase Kulturní krajiny Neziderského jezera (Kulturlandschaft Fertő/Neusiedler See), která byla v roce 2001 zapsána na seznam Světového dědictví UNESCO.

## Historie
Nejstarším archeologickým nálezem je neolitický hrob, pocházející patrně z kultury kulovitých amfor. Z jiných míst pocházejí četné nálezy z období od neolitu po příchod Římanů. V roce 1958 zde byl nalezen římský oltář. Dalším kulturním předmětem z doby římské (1.–2. století n. l.) je asi 25 cm velká soška Amora. Na území obce archeologové nalezli také 17 avarských hrobů.
Kolem roku 995 se Štěpán I. oženil s Giselou Bavorskou. Poté se mnoho Bavorů usadilo mimo jiné v oblasti Burgenlandu a také v dnešním Seewinkelu. Tito osadníci jsou považováni za předky dnešních současných obyvatel. Za hranicemi Svaté říše římské vznikla téměř jednotná německy mluvící oblast, která se později nazývala Habsburské Uhry nebo Německé západní Uhry.
První písemná zmínka o Illmitzu pochází z roku 1217, kdy probošt Herkules von Eisenburg daroval svůj Illmitz eisenburské katedrální kapitule, což potvrdil uherský král Ondřej II.
Obec byla rozdělena na dvě části: Oberillmitz (Horní Illmitz) a Unterillmitz (Dolní Illmitz). Unterillmitz patřil světským majitelům. Koncem 14. století se v několika dokumentech objevují zprávy o četných majetkových sporech. V roce 1410 se Unterillmitz dostal do majetku šlechtického rodu Kanižských, majitelů panství Eisenstadt. V roce 1622 předal císař Ferdinand II. panství Eisenstadt a hrabství Forchtenstein Mikuláši Esterházymu. Po přičlenění Eisenstadtu k Uhersku v roce 1649 se Unterillmitz stal součástí Mošonské župy. V 18. století, kdy došlo k reorganizaci esterházyovských panství, se Unterillmitz stal součástí panství Frauenkirchen. Oberillmitz byl církevním majetkem, patřil eisenburskému proboštovi, od roku 1217 eisenburské katedrální kapitule. V roce 1777 s převodem kapituly přešel majetek postupně na město Szombathely. V roce 1802 nebo 1803 byla celá obec připojena k Mošonské župě.
Kostel svatého Martina připomíná listina z roku 1299. Stál v Unterillmitzu na kopci u jezera Kirchsee na západním okraji obce. Kvůli stoupající hladině jezera obyvatelé v roce 1363 obec opustili. K novému osídlení obce došlo na počátku 15. století.
V roce 1529 Turci zpustošili oblast Seewinkelu včetně Illmitzu. Protestantismus se v obci prosadil velmi brzy. V roce 1674 se však obec v majetku Esterházyů stala opět převážně katolickou. Illmitz stejně jako celý Seewinkel utrpěl škody během osmansko-habsburské války v roce 1683, povstání Štěpána Bočkaje v roce 1605, vpádu vojsk Gabriela Betlena v roce 1620 a při kuruckých nájezdech Františka II. Rákócziho v letech 1704–1709.
V roce 1767 vydala císařovna Marie Terezie Urbariální patent, který chránil sedláky před svévolí panských úředníků. Osvobození rolníků v roce 1848 přineslo zrušení šlechtických privilegií a nevolnictví. Pronajatá půda obhospodařovaná rolníky se stala jejich majetkem za poplatek, zatímco pastviny a lesy zůstaly společným majetkem. Koncem 19. století byl nejdůležitějším zdrojem příjmů obyvatel Illmitzu chov dobytka. Od roku 1898 se kvůli maďarizační politice vlády v Budapešti musel používat maďarský místní název Illmic. Ve druhé polovině 19. století v Seewinkelu probíhaly vlny vystěhovalectví, zejména do Severní Ameriky.
V roce 1905 se vesnice Oberillmitz a Unterillmitz spojily v jednu obec. Stejně jako celý Burgenland patřila obec až do roku 1921 k Maďarsku. Na základě smluv ze Saint Germain a Trianonu byl Burgenland přičleněn k Rakousku.
Během druhé světové války se v okolí Illmitzu neodehrály žádné velké boje. Pomohla tomu odlehlost vesnice, kterou nikdo nebránil ani nedobýval. Nad Illmitzem docházelo k leteckým soubojům, které znamenaly nouzová přistání a havárie. Illmitz se nacházel blízko letové dráhy spojeneckých bombardovacích jednotek, které chtěly bombardovat Vídeňské Nové Město jako zbrojní cíl. Vyráběl se zde letoun Messerschmitt Bf 109 a letecké motory Daimler-Benz. Kromě toho bylo Neziderské jezero a jeho okolí využíváno jako cvičný letecký prostor pro Luftwaffe.
V roce 1955 zasáhl Illmitz rozsáhlý požár, kterému padly za oběť celé ulice. (Většina domů měla střechu z rákosu a hasičská výzbroj po druhé světové válce byla ve špatném stavu.) V roce 1967 byla obec povýšena město. V 60. a 70. letech 20. století nastal v obci rychlý hospodářský vzestup. Úpadek chovů dobytka, rozvoj vinařství a nástup masové turistiky, zejména z Německa, měly na obec trvalý dopad. V roce 1971 měl být Illmitz propojen s obcí Mörbisch mostem přes Neziderské jezero. Díky odporu obyvatelstva nakonec z projektu sešlo.
12. února 1993 byl vyhlášen Národní park Neusiedlersee-Seewinkel. Dne 3. dubna 2020 došlo k požáru rákosového pásu o rozloze 700 ha podél jezera. Až druhý den ho hasiči uhasili za pomoci dvou vrtulníků rakouské armády.

## Pamětihodnosti

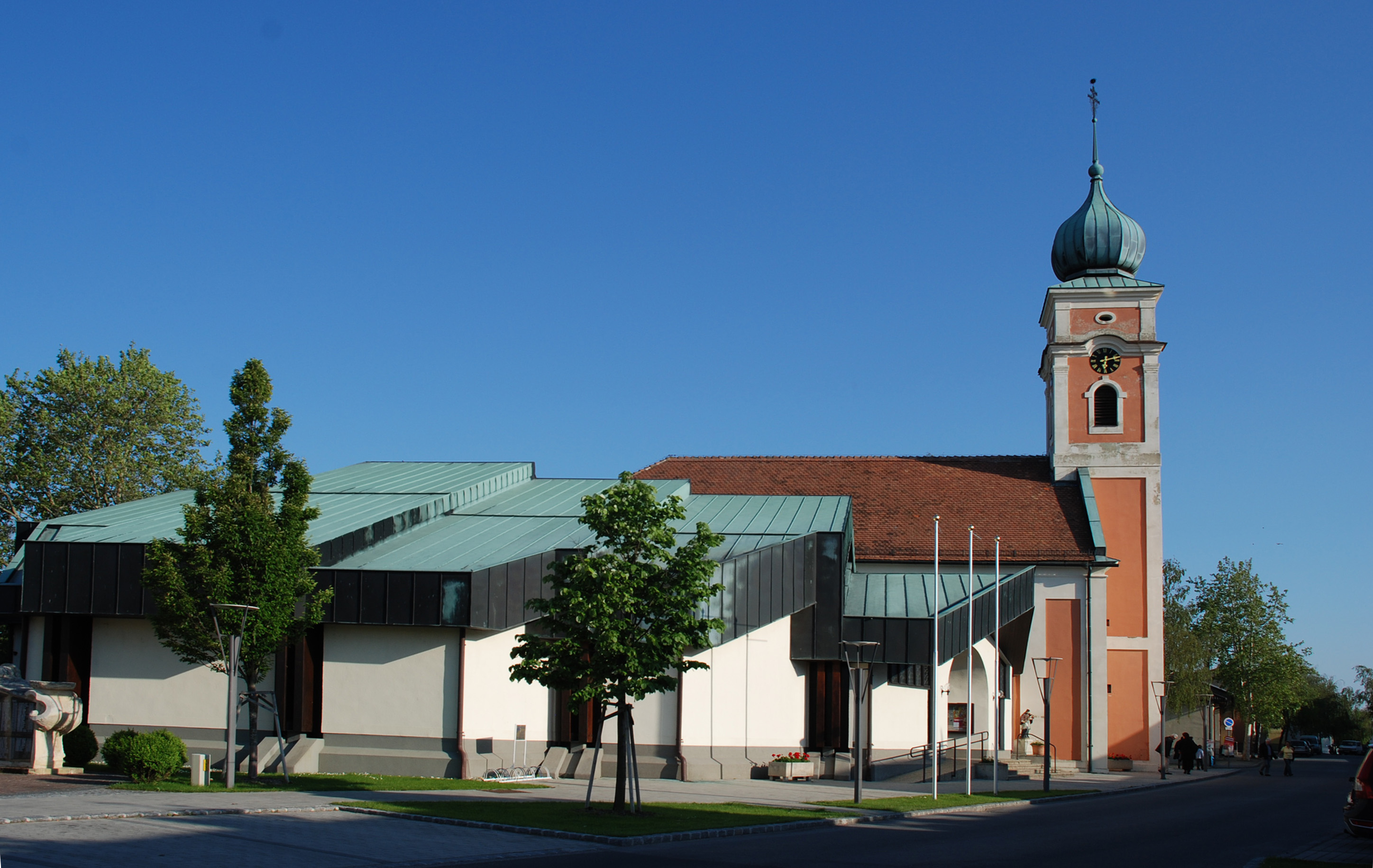
Kostel svatého Bartoloměje

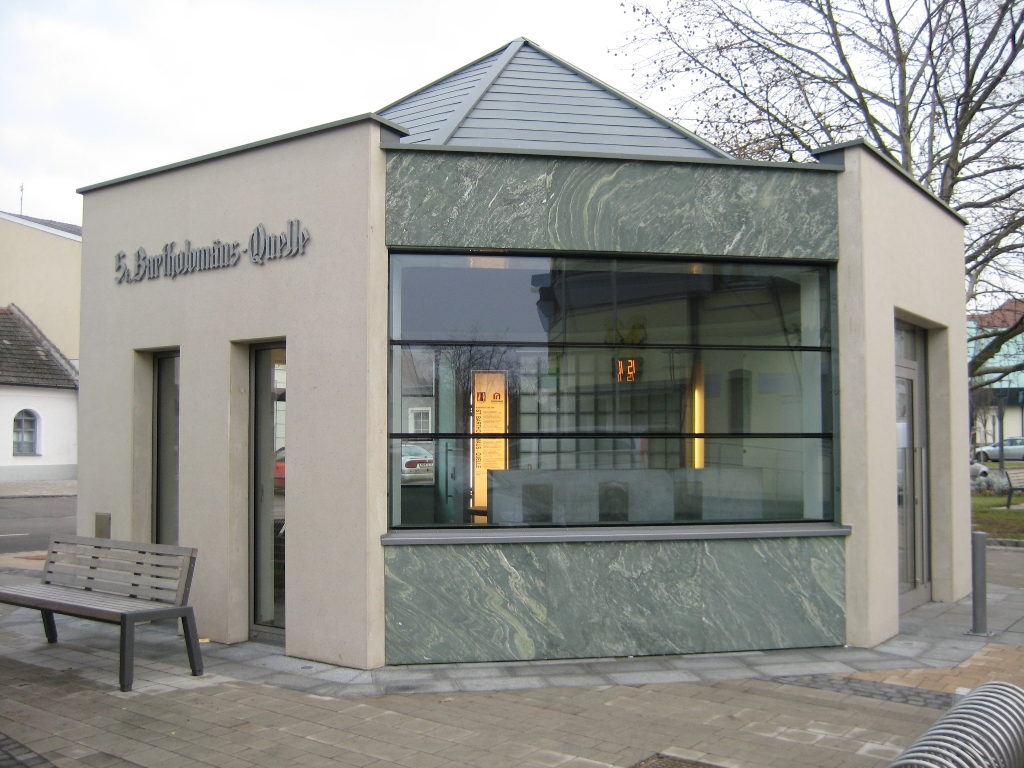
Pramen svatého Bartoloměje

- Farní kostel svatého Bartoloměje. Protože starý kostel svatého Martina na kopci u Kirchsee byl těžko přístupný, byla v roce 1715 v obci postavena kaple zasvěcená Svaté rodině. V roce 1775 byl na jeho místě položen základní kámen současného kostela. Byl postaven v pozdně barokním slohu a dokončen v roce 1792. Nakonec byl kostel v letech 1977–1978 rozšířen o moderní přístavbu na severní straně. Protože památková ochrana nedovolovala úplnou demolici starého kostela, byla zbourána pouze "boční křídla" a postavena přístavba. Hlavní oltář z roku 1783 pochází ze zrušeného augustiniánského kláštera v Eisenstadtu.
- Pomník obětem světových válek vedle farního kostela.
- Pramen svatého Bartoloměje. Kvůli vysoké spodní vodě byly vesnické studny mělké, jejich voda silně mineralizovaná a nezdravá. V letech 1930–1931 byl proto v centru obce proveden 188 metrů hluboký vrt pro zásobování obyvatel. Artéská voda obsahuje velké množství volné kyseliny uhličité s mírně kyselou reakcí. Je vhodná zejména k pitné kúře při onemocnění zažívacího a močového traktu.

## Doprava
Illmitz a ostatní obce Seewinkelu byly dlouho sevřeny mezi Neziderským jezerem na západě a hranicí mezi Rakouskem a Maďarskem na jihu a východě. Především vybudování železné opony a Maďarské povstání v roce 1956 přerušilo veškeré vazby s Maďarskem, které navzdory zániku monarchie zůstaly až do druhé světové války hospodářsky, sociálně a dopravně téměř nedotčeny. Poté byla německá menšina z Maďarska vyhnána.
Dnes jsou hranice otevřené, ale Neziderské jezero zůstává přírodní překážkou. Od 90. let 20. století je však Seewinkel obklopen rozsáhlou dopravní sítí. Na severu je nejdůležitějším dopravním spojením dálnice A4 a na jihu Maďarsko v současné době plánuje výstavbu rychlostní silnice M85 mezi Šoproní a dálnicí M1.
Autobusové spojení provozuje společnost ÖBB-Postbus GmbH. Autobusy jsou většinou typu Iveco Crossway LE a jezdí přibližně každou hodinu. Vzdálenost do Neusiedlu am See je 25 km a trvá asi 25 minut.

## Ekonomika
První písemně doložená vinice v obci je z roku 1598. Koncem 50. let 20. století se zemědělství v obci přeorientovalo z chovu dobytka na vinařství. Ve stejné době se zde začal rozmáhat také turistický ruch. Začali se zde rekreovat především obyvatelé Vídně, ale i zahraniční turisté.